# ドクムギ属
ドクムギ属（Lolium）は、イネ科の植物の属のひとつ。単軸の穂状花序に、左右から扁平な小穂を多数、左右交互につける。牧草として利用されるものがあり、それらは雑草としても広く分布する。

## 特徴
1年生、または多年生の草本で、葉は細長く、扁平。花序は茎の先端にひとつだけ生じ、細長く伸びる穂状花序。小穂は節ごとにひとつずつつき、多数の小穂を軸の左右に交互に並べる。
小穂は基本的には左右から扁平で、数個-十個以上の花を含む。花はいずれも両性花で同型、ただし先端近くと基部では花が消失する場合がある。小穂には柄がなく、花序の軸から直接につく。花序の軸に対して小穂は腹背を向けてつき、第一包穎のある側が花序の軸に向かうが、この包穎は普通は消失している。外側に向かう第二包穎は発達する傾向がある。
護穎は背面が丸く、5-7脈を持ち、往々にして芒がある。内穎は二個の竜骨がある。

### 他群との関連
この群のような、多数の同型の小花を左右交互に並べる小穂は、イネ科植物の基本的な構造に近く、ナガハグサ属やウシノケグサ属、あるいはカモジグサ属など、同様の小穂を持つものは数多い。その中で、この属の目立った特徴は、柄のない小穂が、細長い花軸に左右交互に並ぶことである。
この点で共通するのがカモジグサ属などであるが、ドクムギ属とは花軸に対する小穂の向きが異なっている。いずれも小穂には二列に鱗片が瓦状に重なった構造であるが、ドクムギ属では花軸に腹面を向ける、つまり片方の鱗片の列が軸に向かう。これに対して、カモジグサ属では側面を軸に向ける、つまり二列の鱗片が交差している面が軸を向いている。そのため、ドクムギ属でも小穂がやや大きいネズミムギでは、花序全体が何となく扁平になっている。
カモジグサ属とドクムギ属は形態的には共通点が多いため、まとめられたこともあったが、上記のような点から、類縁性は遠いとされる。本属はむしろウシノケグサ属に近縁で、ヒロハウシノケグサやオニウシノケグサはホソムギとの間に交配種が出来る。これはよい牧草として利用される。

### 第二包穎について
この属の第二包穎は、小穂において花軸の反対側にある最下の鱗片であるが、これは種によって発達の程度が異なる。ネズミムギでは護穎よりやや大きい程度であるが、ホソムギでは小穂の半分程度まで伸び、ドクムギでは小穂全体を覆うほどに発達する。さらにボウムギでは、本当にこれが小穂を覆い隠し、小穂本体は花軸のくぼみに収まるため、花序全体が棒状になる。

## 分布
世界に40種ほどが知られ、ヨーロッパ、アフリカ北部がその中心であるが、広く栽培され、また帰化しているものがある。日本産はすべて帰化種である。また、この間に交雑が進んでいると考えられ、種の区別が難しくなっている例もある。「すべての種間に雑種があり、区別は困難」と述べた研究者もあるとのこと。

## 利害
牧草として重要なものがある。同時に、雑草としても非常によく見かける。
ドクムギは、時に有毒で家畜に害を与えると言われ、この名がある。これは麦角菌による被害であるともいわれるが、定かでない。ただし植物そのものに毒はない。

## 代表種
日本には以下の種が知られる。すべて帰化植物であるが、おそらくヨーロッパが原産とされる。特にネズミムギとホソムギはごく普通。
- L. multiflorum Lam. ネズミムギ
- L. perenne L. ホソムギ
- L. temulentum L. ドクムギ
- L. rigidum Gaudin ボウムギ